# 青沼令子
青沼 令子（あおぬま れいこ、1954年1月28日 - ）は、長野県長野市出身の元女子バスケットボール選手である。現姓・藤澤（ふじさわ）。

## 来歴
長野清泉女学院高校卒業後、ユニチカ山崎に入社。
全日本のメンバーにも選ばれ、1974年アジア大会金メダル、1975年世界選手権銀メダルを獲得。モントリオール五輪にも出場した。
引退後は日本レクリエーション協会公認指導者に転じ、地元でレクリエーション活動の普及に努めている。
現在は社団法人長野県経営者協会教育研修部課長、長野県レクリエーション協会理事。
ソフトボール日本代表元監督の宇津木妙子はユニチカの同期。